# Vêti
Vêti, anciennement Vêtimarché, était une enseigne française de prêt-à-porter appartenant au groupe Les Mousquetaires. Celle-ci est créée en 1986 sous le nom Vêtimarché. Après avoir rencontré des difficultés liées à un manque de professionnalisme durant les premières années de sa création, l'enseigne adopte un nouveau concept en 1999 et entame au début des années 2000 une vague importante de restructuration de son parc afin de moderniser son image. Vêtimarché ouvre son premier point de vente à l'étranger en 2003 au Portugal.
Le 27 mars 2006, l'enseigne change d'identité visuelle et est renommée Vêti s'accompagnant d'une importante campagne de communication nationale. En raison de la baisse de son chiffre d'affaires depuis plusieurs mois, Vêti est racheté le 13 mai 2009 par son concurrent Kiabi, appartenant au groupe Mulliez. Au cours du printemps 2010, la plupart des magasins changent de nom au profit de Kiabi ou rejoignent la chaîne de magasins Styleco.

## Histoire

### Des débuts difficiles
En voulant se lancer dans la vente de l'habillement pour toute la famille, Les Mousquetaires  créent en 1986 l'enseigne Vêtimarché avec un premier point de vente à Vannes. Ayant un concept relativement proche à celui des supermarchés, cela a conduit à l'échec du groupement. Les débuts de l'enseigne sont difficiles en raison d'un manque de professionnalisme mais le changement de mentalité et la révolution culturelle du groupement a permis à ce dernier de s'améliorer dans le domaine du textile ce qui aboutira à une grande restructuration du parc de l'enseigne au début des années 2000.
L'enseigne compte près de 120 points de vente en 1996 et possède en 1997 une part de marché de 4,3 % dans les grandes surfaces spécialisées en textile (source TNS Secodip, bilan 1997) tandis que Kiabi a quant à lui une part de 26,3 %. L'enseigne réalise un chiffre d'affaires de 1,02 milliard de francs en 1997 contre 868,4 millions de francs en 1996, soit 8,8 millions de francs par magasins. Le 25 août 1998, le magasin de Pocé-sur-Cisse teste un nouveau concept orienté aussi bien dans la vente des marques propres et leaders que d'équipements et d'articles sportifs.

### Un nouveau concept
Le magasin situé à Hardricourt adopte un nouveau concept à la fin de l'année 1999. Ce concept vise à moderniser l'enseigne à l'instar de ses concurrents Kiabi et La Halle afin de se rapprocher davantage des chaînes spécialisées en prêt-à-porter avec notamment des allées plus larges, des cabines d'essayages plus confortables ou encore un espace attente. Par ailleurs, l'intégralité de l'enseigne a été revue afin d'accompagner l'évolution qualitative des consommateurs. À la suite de la profonde restructuration de son parc, se sont 47 unités sur les 127 de l'enseigne qui l'ont adopté en mai 2001 avec une vingtaine de magasins qui seront rénovés au cours de l'été 2001. Le reste étant prévu pour fin 2002.
Cette même année, un nouvel entrepôt de 20 000 m2 ouvre à Marolles-en-Hurepoix, dédié uniquement au textile. Le concept, qui a permis la hausse du chiffre d'affaires d'environ 20 % pour les magasins concernés,, est élaboré en interne avec la SEM (département chargé du mobilier au sein du groupement). L'enseigne prévoit de nouvelles ouvertures dans les années à venir avec un objectif de 200 points de vente pour fin 2003. À la suite de la rénovation de son parc, l'enseigne testera à la fin de 2001 une communication grand public avant de la déployer en grand sur l'année 2002. Deux nouveaux modules de vente sont en projet : 600 m2 pour les communes de 5 000 à 15 000 habitants et 1 800 m2 pour les villes de plus de 100 000 habitants.
Le nouveau concept, dont plus de la moitié du parc a été rénové, séduit les adhérents avec des rayons plus espacés, aérés une meilleure visibilité des rayons mis en avant et un nouveau mobilier. Ce changement a également permis la hausse du chiffre d'affaires. L'enseigne, qui compte 128 unités en mars 2002 avec un chiffre d'affaires en hausse de 9,53 % sur 2001, espère doubler son chiffre d'affaires d'ici 2004. Elle compte par ailleurs 5,17 millions de clients, soit une augmentation de 11 % par rapport à 2001 avec un chiffre d'affaires annuel au m² de 1 886 € pour une surface moyenne de 864 m2. L'enseigne souffre d'une mauvaise notoriété avec 15 points de notoriété spontanée en 2002 selon le baromètre Sofres. mais cet indicateur est en progrès avec seulement 10 % des personnes interrogés en 2000 connaissant l'enseigne.
L'enseigne est en 2003 la troisième enseigne grande surface spécialisée en France avec 144 points de vente (dont une dizaine de succursales) où elle ne représente que 1 % du marché national. Ce sont 112 magasins qui ont adopté le nouveau concept, soit 78 % du parc. L'enseigne a gagné cinq de notoriété spontanée. La présence de l'enseigne sur le plan local est excellente et vise les 200 unités en 2004. Cette même année, elle vise les villes de moins de 50 000 habitants avec pour cible les 25-35 ans et un parc de 400 magasins à terme. Le nouveau concept a permis à l'enseigne de s'apparenter à une chaîne d'habillement comme les autres, d'augmenter son chiffre d'affaires par point de vente de 20 % à 30 %. L'enseigne modifie progressivement son sourcing en achetant de plus en plus au Maghreb dû à un manque de réactivité. L'approvisionnement de la collection femme ne comprend que 20 % contre 50 % comme objectif.
L'enseigne modifie progressivement son sourcing en achetant de plus en plus au Maghreb dû à un manque de réactivité : l'approvisionnement de la collection femme ne comprend que 20 % contre 50 % comme objectif. Philippe Delfau, adhérent d'un Vêtimarché situé aux Sables-d'Olonne en Vendée, succède à Pascal Aoustin à la présidence de Vêtimarché en janvier 2003. L'enseigne ouvre son premier point de vente à l'international le 7 octobre 2003 à Beja, au Portugal. Le magasin inauguré, sur une surface de 924 m2, est le 200e du groupement dans le pays et l'enseigne vise de nombreuses ouvertures dans les années à venir. L'enseigne réalise en 2005 une stratégie de sourcing, un renouvellement de l'offre et un partenariat avec des marques nationales.
L'enseigne est présente dans un « Marché des Mousquetaires », là où se regroupe plusieurs enseignes du groupement. Les unités comprennent une surface de 990 m2, soit deux fois plus petits que ses principaux concurrents, dans lesquelles elles sont présentes dans les villes de moins de 50 000 habitants. L'enseigne étudie un concept de boutique sur 1 800 m2  dans les villes importantes. L'enseigne est peu présente dans le centre et le sud de la France.

### Une seconde jeunesse
À l'occasion de ses vingt ans, Vêtimarché change d'identité visuelle et de concept et devient Vêti le 27 mars 2006, son nom étant « trop connoté alimentaire ». Ce changement s'accompagne d'une grande campagne de communication signée Dufresne Corrigan Scarlett avec comme message : "Promis le 27 mars je me Vêti" dont Élodie Gossuin est le porte-parole. Elle devient l'égérie de l'enseigne et lance sa propre collection "Elodie Gossuin by Vêti" pendant les trois années à suivre. L'étude clientèle est confiée à Euro RSCG et la partie aménagement à l'agence Carré Noir. La femme active de 30 à 45 ans devient la nouvelle cible de Vêti et l'enseigne adopte une nouvelle signature : « Ma mode, mes prix, pour le plaisir ».
Avec un chiffre d'affaires de 230 millions d'euros en 2005 dû à une érosion des ventes de 3,4 %, le groupement espère que l'enseigne soit la troisième enseigne de prêt-à-porter dans les villes de moins de 50 000 habitants dans les trois ans à venir où elle émerge à la cinquième grande surface spécialisée en France en 2006. Il désire également que Vêti obtienne un chiffre d'affaires de 400 millions d'euros et 200 unités pour 2009. L'enseigne change d'approvisionnement au profit du Portugal et du Maghreb et mise des bureaux d'importations dans certains pays asiatiques avec une baisse de 7 % des prix en 2006 grâce à l'approvisionnement en Asie. 
Les points de vente ayant adoptés le nouveau concept voient leur chiffre d'affaires et leur fréquentation augmentés, plus précisément de la mi-août à début septembre 2006 en outre par la campagne de publicité nationale. De nouvelles ouvertures en 2006 renforcent le parc de l'enseigne,. Désirant renforcer sa notoriété et sa présence nationale à petits prix, l'enseigne met en place deux campagnes télévisées en 2007 soutenue par Élodie Gossuin. Par ailleurs, Vêti développe également plusieurs opérations SMS dont une en 2008 où elle s'inscrit dans un plan média qui vise à recruter des clients et de continuer sa dynamique commerciale. Selon le baromètre TNS Sofres, l'enseigne a vu sa fréquentation et sa notoriété progressé en 2007. De plus, Étude Store'Com indique également que sa notoriété assisté a augmenté.
Le déploiement de l'enseigne au Portugal se développe en mai 2007 avec Cristina Ferreira, animatrice sur la chaîne TVI, comme égérie dans le pays à l'instar d'Élodie Gossuin en France dont cette première s'associe à la marque Vêti. La nouvelle ambassadrice présente les nouvelles collections et les actions promotionnelles de l'enseigne. En septembre 2007, l'enseigne compte dix-sept unités pour un chiffre d'affaires de douze millions d'euros à la fin de l'année 2006 avec de nouvelles ouvertures programmées dans les années à suivre,.

### Le rachat par Kiabi
À la suite de la baisse du chiffre d'affaires de 10 %, à 188 millions d'euros, en 2008, Les Mousquetaires présentent en janvier 2009 un plan de relance pour Vêti avec un renforcement du positionnement discount, un recentrage sur les familles et les femmes de 30 à 45 ans et une nouvelle politique d'approvisionnement. Le groupement vise également une augmentation de 10 % du chiffre d'affaires pour 2009 et l'ouverture d'une centaine d'unités d'ici 2012. La crise du marché de l'habillement et la mauvaise notoriété de l'enseigne ont convaincu le groupement la proposition de rapprochement.
L'enseigne connaissant de sérieuses difficultés financières depuis 18 mois est finalement rachetée le 13 mai 2009 à Lille par Kiabi, enseigne du groupe Mulliez. Vêti compte 146 magasins en France et 18 au Portugal alors que Kiabi possède 199 unités sur le territoire français. Cette opportunité permet à Kiabi de devenir le leader du prêt-à-porter en France, de renforcer sa présence dans les petites et moyennes agglomérations et de gagner un chiffre d'affaires de 150 millions d'euros. Ce rapprochement permettra aux adhérents de Vêti « de bénéficier de la dynamique de développement du leader du secteur ».
Ce sont 112 magasins Vêti qui sont repris par Kiabi tandis que ceux situés au Portugal rejoignent cette dernière durant l'été 2009. Les adhérents peuvent choisir de devenir un franchisé Kiabi ou de quitter le groupement sous réserve de l'acceptation de l'autorité de la concurrence. Le changement d'enseigne s'effectue au cours du printemps 2010. Le potentiel de la zone de chalandise ainsi que la surface de vente constituent les principaux critères de choix qui président à la sélection des magasins susceptibles de rejoindre l’enseigne.
Au printemps 2010, neuf magasins Vêti rejoignent les treize nouveaux magasins de Styleco, enseigne du groupe JL International, qui permet à cette dernière de gagner 13 % de sa surface de vente. Les Mousquetaires ferment en juin 2010 SCA Textile, la centrale d'achats qui s'occupait des achats pour les magasins Vêti. Il reste alors moins d'une vingtaine de magasins qui ont conservé leur enseigne soit en désaccord ou en incompatibilité avec le réseau Kiabi. En octobre 2011, l'enseigne est encore présente en France avec le point de vente de Châteaulin.

## Identité visuelle

### Logos

Logo de Vêtimarché de 1995[3] à 2006.
Logo de Vêti de 2006 à 2010.

### Slogans
- De 1986 à 1995 : « Les Mousquetaires de l'habillement »
- De 1995 à 2006 : « Vêti, ça nous touche de près »[41]
- De 2006 à 2010 : « Ma mode, mes prix, pour le plaisir ! »

## Produits et services
À la suite de la mise en place du nouveau concept depuis le début des années 2000, cela a permis à l'enseigne de créer ses collections et ses marques propres avec une offre comprenant 10 000 références. Elle excelle entre un bon équilibre entre ses marques propres, qui représentent 70 % de l'activité, et les marques nationales contre 30 % en valeur,. Les marques propres génèrent environ 80 % de la vente et les marques nationales sont quant à elles achetées directement par les adhérents et restent l'atout de l'enseigne afin de se distinguer de ses concurrents implantés en centre-ville ou en périphérie. Environ 60 % des achats sont effectués à la centrale. Le prêt-à-porter féminin représente 30 % du chiffre d'affaires contre 21 % pour l'homme, 19 % pour l'enfant, 12 % dans les jeans et 11 % en lingerie.
L'enseigne possède plusieurs marques propres tels que Incandescence pour les jeunes filles, Café Théâtre pour la femme active, Claire de Landes pour la femme de plus de 40 ans, Grain de Thé pour la lingerie, chez l'homme les marques « casual wear » Brandon et Openfield, lancées en 2002 pour tous âges pour cette dernière, Élégance pour les tenues de ville et Diatonic pour le sportswear. Chez les enfants on retrouve De bon matin pour la layette et Milkshake pour la mode,. Les principales marques de jeans, Levi's, Ober, Lee, Complices et Lee Cooper contribuent à rehausser l'image de l'enseigne et génèrent ainsi 20 % des ventes de Vêtimarché, soit autant que la mode enfantine. L'habillement pour hommes et femmes représentent, chacun, environ 35 % du chiffre d'affaires.
Lors du changement d'enseigne de Vêtimarché à Vêti, cette dernière profite pour renouveler intégralement sa collection ainsi que tout au long des saisons. La nouvelle enseigne propose plus de 1 600 références par point de vente tel que le prêt-à-porter ou la lingerie et possède neuf marques propres comme Sportswear pour les jeunes ou Mode ou élégance pour la femme. Une charte de service est mis en place afin d'accroître la relation privilégiée vis-à-vis de ses clients.

## Communications, partenariats et actions sociales
Malgré sa faible notoriété, Vêtimarché entreprend une campagne de communication le 12 novembre 2001 sur sa marque Café Théâtre, cœur de cible de l'enseigne,. Celle-ci étant dédiée à la femme active de 25-35 ans. L'enseigne se lance en 2002 dans le micro-marketing à travers trois actions nationales de mailing direct. Les adhérents pourront alors choisir les opérations micro-marketing parmi la vingtaine définies en centrale.
Lancée progressivement à partir de mai 2001, la Vêticarte, carte de fidélité de l'enseigne, fonctionne sur un système de cumul de points qui peut donner des réductions ou des privilèges. De plus, elle sert à mieux connaître les achats des clients afin d'augmenter la rentabilité de l'enseigne,. Cela a permis la hausse de la clientèle et les porteurs de la carte achèteraient plus que les non-porteurs. En 2003, se sont 128 points de vente qui fédèrent la carte où elle compte près de 250 000 porteurs. En mai 2006, près de 570 000 clients adhérent au programme de fidélité de l'enseigne.
Le 2 juillet 2006, Vêti signe la convention de la carte famille nombreuse en présence de Philippe Bas, alors ministre délégué à la Sécurité sociale, aux Personnes âgées, aux Personnes handicapées et à la Famille et des 21 enseignes primo-partenaires. Cette carte permet aux familles nombreuses de bénéficier dans le magasin d'une remise de 5 % sur tous les achats (hors soldes et produits en promotion). L'enseigne est partenaire du CADO Chèque de La Poste, lancée en octobre 2006 en s'associant avec cette dernière et les banques populaires. Cela ayant pour but à l'enseigne de renforcer sa politique de services et de proximité.

## Historique des chiffres d'affaires
|    | 1996  | 1997  | 1998 |
| -- | ----- | ----- | ---- |
| CA | 868.4 | 1 020 | ND   |

|    | 1999  | 2000  | 2001 | 2002   | 2003 | 2004 | 2005 | 2006 | 2007 | 2008 |
| -- | ----- | ----- | ---- | ------ | ---- | ---- | ---- | ---- | ---- | ---- |
| CA | 157,5 | 168,8 | 192, | 216,15 | ND   | 234  | 230  | 221, | 214, | 188  |